# Sviluppo di solidi
In geometria descrittiva lo sviluppo di un solido è una serie di costruzioni geometriche che, a partire da una rappresentazione del solido, ne trasporta la superficie su un piano, eventualmente tagliandola ma senza sconnetterla né deformarla.

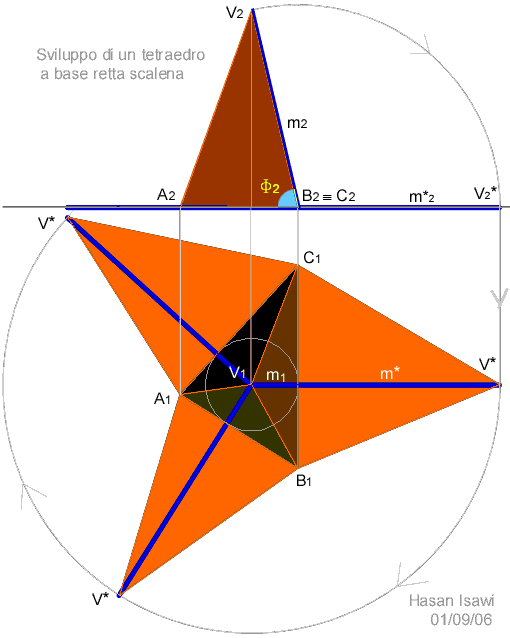
Sviluppo di un tetraedro sotto particolari condizioni

## Sviluppo di un poliedro
Nel caso di un poliedro, viene solitamente scelto uno dei piani su cui giacciono le facce del poliedro. Tagliando la superficie lungo alcuni spigoli, tutte le facce del poliedro possono essere portate sullo stesso piano tramite ribaltamenti successivi.
Lo sviluppo di un tetraedro rappresentato in proiezione ortogonale può essere ottenuto con relativa facilità. Il metodo viene semplificato se il tetraedro ha una faccia parallela al piano orizzontale e un'altra perpendicolare al piano verticale della rappresentazione. Una semplificazione ulteriore si ha quando il vertice del tetraedro sta sulla verticale dell'incentro del triangolo di base (a fianco è rappresentato un possibile procedimento in questo caso).
| Sviluppo di un cono | Sviluppo di un cilindro |

## Sviluppo di un cono o di un cilindro

Sviluppo di un cono circolare

Le superfici laterali di un cono o di un cilindro, giacendo su superfici di rotazione generate da una retta, possono essere rappresentate nel piano "srotolandole" lungo un arco di ampiezza appropriata. Lo sviluppo del cono o del cilindro si completa attaccando per un punto le superfici di base allo sviluppo delle superfici laterali.

## Sviluppo approssimato di un solido
In genere può essere molto difficile o addirittura impossibile riportare su un piano la superficie di un solido. Ad esempio la superficie di una sfera, svolta su un piano, non può essere rappresentata dalla geometria descrittiva. In questi casi si possono considerare dei poliedri che approssimano il solido; lo sviluppo del poliedro, ai fini pratici, fornisce allora un'approssimazione dello sviluppo del solido originario.
| Sviluppo approssimato di una semisfera | Sviluppo approssimato di una volta a crociera |